# Conosia thomensis
Conosia thomensis är en tvåvingeart som beskrevs av Edwards 1934. Conosia thomensis ingår i släktet Conosia och familjen småharkrankar.
Artens utbredningsområde är São Tomé. Inga underarter finns listade i Catalogue of Life.